# Svenska fornsånger
Svenska fornsånger (även stavat Svenska Fornsånger) är ett bokverk i tre band som utgavs av Adolf Iwar Arwidsson (1834, 1837 respektive 1842). Band I och II innehåller främst folkliga ballader, band III främst sånglekar.

## Innehåll
Verket bygger i hög grad på Leonhard Fredrik Rääfs folkvisesamling men också på äldre visböcker och samlingar som fanns bland annat i Kungliga biblioteket. Vidare efterlyste Arwidsson i band I mer material, och kunde ta med en del inskickat sådant i band II och III. Melodierna är redigerade av Erik Drake.
Svenska fornsånger var inte den första editionen av svenska 'medeltidsballader'; bland annat hade Erik Gustaf Geijer och Arvid August Afzelius redan utgivit Svenska folk-visor från forntiden. Arwidsson utvecklade dock en indelning av olika sorts ballader i grupper, som senare vidareutvecklades av Svend Grundtvig till den balladsystematik som i huvudsak fortfarande används i de vetenskapliga balladeditionerna.